# Блек-метал
Бле́к-ме́тал (швед. Svartmetall; англ. Black metal — чорний метал) — музичний напрямок, екстремальний різновид металу що з'явився на початку 1980-х.

## Загальні відомості
Визначення «праотців» блеку є дискусійним та суб'єктивним. Згідно окремих оцінок, зокрема авторів «Князів хаосу», предтечами є Venom, Mercyful Fate та Bathory котрі заклали основи подальшого розвитку. З часом цей період найменували «першою хвилею» або прото-блеком. Назва «блек-метал» походить від однойменного альбому гурту Venom (1982), хоча сам альбом не містив рис блек-металу, а скоріше належав до треш-металу зі звуковими експериментами.
На думку окремих оглядачів першим альбомом сформованого напрямку в цілому та «другої хвилі» зокрема, вважається «Under the Sign of the Black Mark». На цій стадії блек-метал мав гранично примітивні риси. В композиціях з'явилася перша подоба бласт-бітів котрі першим почав використовувати ударник Sarcófago Едуардо, але вони ще не були надшвидкими. Вокал трансформувався у звукову форму агресії: скримінг, з високою теситурою і пронизливими криками, та гроулінг, яким не співали, а декламували. У виконавців з'явився канонічний образ — корпспейнт. Вважається що першим його задіяв Пер Інгве Олін з Mayhem. В побут увійшли додаткові елементи іміджу: пояси у вигляді стрічок з набоями, берці, шиповані нарукавники, перевернуті хрести, пентаграми та коловороти, свастика і кельтський хрест у виконавців НСБМ тощо.
1992-й рік став початком «третьої хвилі» котру очолили виконавці з Норвегії. Знаковими колективами того часу були зокрема Immortal та Satyricon. Завдяки Darkthrone блек-метал отримав характерні гітарні тремоло котрі стали одною з притаманних напрямку рис. Бласт-біти стали швидшими, як і загалом виконавчий рівень більш технічним. Пізніше, середина 1990-х-2000-ні, відколи музична складова блеку унаслідок долучення фрагментів інших жанрів значною мірою змінилася, і з'явилися різноманітні відгалуження жанру, подібна стилістика вважалася «канонічною»: наявність елементів котрої, більшою чи меншою мірою, мали місце в колективах котрі претендували на приналежність до блек-метал сцени.

## Відгалуження блек-металу

### Виконавчі
Ембієнт БМ (англ. Ambient black metal, іноді також позиціюється як Атмосферний (англ. Atmospheric black metal)) — піджанр з широким залученням клавішних задля створення мелодійної «атмосферності» згідно тематики композиції. Наявний значний вплив ембієнту. Першим альбомом напрямку вважається «Hvis Lyset Tar Oss» Burzum. Типові представники Lunar Aurora та Drudkh.
Симфонічний БМ (англ. Symphonic black metal) успадкував характерні риси традиційного блек-металу — скримінг, швидкісний темп гри, тремоло та бласт біт. Проте існують суттєві відмінності: на гітари накладено значно менший дисторшн, музика більш мелодійна та пристосована для співу, приділено особливу увагу зокрема гітарним соло, як в павері або готик-металі. Як основний або допоміжний, може використовуватись чистий вокал (особливо сопрано). Першопрохідцями вважаються Emperor. Світове визнання СБМ отримав значною мірою завдяки Dimmu Borgir. Типові представники Darzamat та Carach Angren.
Пост БМ (англ. Post-black metal) — позиціонується як авангардний напрямок. Характеризується ускладненням структури композицій, поліфонічним звучанням, еклектикою «поєднання непоєднуваного» — експериментів з додаванням нестандартних, для класичного блеку, інструментів та жанрів. Першопрохідцями є зокрема Arcturus та Blut Aus Nord. Також термін «пост-блек» часто вживається для опису більш складної музичної структури виконання аніж класичний блек-метал. Типові представники Mayhem та Deathspell Omega.

### Тематичні та ідеологічні
Анархо БМ — виник на початку 2000-х у Канаді, ідеологічно насичений лірикою що присвячена анархізму та різного виду соціальним протестам. Типові представники Іскра та Panopticon.
Військовий БМ (англ. War black metal) попри те що значна частина колективів присвячує окремі свої композиції темі воєн ВБМ на цьому специфічно акцентований. Композиційно переважно складається з елементів блеку та треш/дезу. Поширене використання семплів маршів, пострілів, вибухів, сирен тощо. Сповнений антигуманної, агресивної чи прославляючої війну лірики. Значною мірою популяризований австралійськими колективами, зокрема Deströyer 666. Типові представники Clandenstine Blaze та Revenge.
Депресивно-суїцидальний БМ(англ. Depressive suicidal black metal) — суперечлива загальна класифікація, за основу якої було взято настрій: депресія та меланхолія. Значною мірою цьому напрямку завдячує своєму поширення шрай. Також часом застосовуються «атмосферні» психоделічні вокальні ефекти з додатками дарквейву. Переважає відносно середній темп. Засновником вважається австралієць Шейн Раут (Abyssic Hate). Типові представники Xasthur та Shining.
Націонал-соціалістичний БМ (англ. National Socialist black metal (абр. NSBM)) напрям орієнтований на патріотичну складову. Як правило містить радикальні тексти сповнені расизму, нацизму і антисемітизму. Переважна більшість колективів поєднує їх з націоналізмом власної країни чи регіону. Серед предтеч ряд представників ранньої норвезької блек-метал сцени котрі позиціонували себе як прихильники ідей націонал-соціалізму. Одним з перших націоналістичну символіку при оформленні диску задіяв Квортон у «Hammerheart». Засновниками прийнято вважати Absurd та Graveland. Типові представники ранній Nokturnal Mortum та Dub Buk.
Християнський БМ (англ. Unblack metal або англ. Christian black metal) виник як протиставлення антихристиянській тематиці блек-металу. Засновник Antestor. Типові представники Crimson Moonlight та Holy Blood.
Язичницький БМ (англ. Pagan black metal) характерний додаванням притаманних конкретній регіональній сцені ліричного епосу та народних фольк-інструментів (у тому числі синтезованих), рідниться з NSBM націоналістичними мотивами. Серед перших Bathory, Helheim та Enslaved. Значною мірою містить схожість з язичницьким металом проте за виконавчими засобами тяжіє до блеку.
У міру наявності додавання елементів інших субжанрів окремі оглядачі та лейбли виокремлюють також блек-дез, блек-дум, індастріал, космічний блек тощо.

## Блек-метал в Україні
В Україні колискою блек-металу вважається Харків. З цього міста почалася популяризація та зведення стилю в культ. Тут зібралися всі найзнаковіші гурти жанру: Nokturnal Mortum, Hate Forest, Dub Buk, Lucifugum і багато інших.
У 1998 році вокаліст Nokturnal Mortum Варггот заснував власний лейбл Oriana Music.
Ця ж тусовка організовувала знаковий фестиваль «Коловорот», який проходив з 1998 по 2010, і потім відродився 2017-го (але вже в Києві). На першому виступали тільки три команди, але вже через пару років він став масштабною дводенною подією.